# Ildehausen
Ildehausen liegt am westlichen Harzrand und ist von der Einwohnerzahl her das fünftgrößte nach Seesen eingemeindete Dorf im Landkreis Goslar. Der Ort grenzt an den Landkreis Northeim.

## Geographie
Der Ort liegt zwischen Harriehausen und Kirchberg (Seesen) an der Bundesautobahn 7. Die nächsten Ortschaften sind im Osten Münchehof im Süden Harriehausen und Echte im Westen Bad Gandersheim (beide im Landkreis Northeim) und im Norden Seesen. Einkaufsmöglichkeiten gibt es jeweils circa sechs Kilometer entfernt in Bad Gandersheim, Seesen und Münchehof. Auch ein Bach namens Ilde fließt hindurch und mündet später in die Nette, einen Nebenfluss der Innerste.

## Geschichte
Die urkundliche Ersterwähnung war 1147, als der Ort zum Tauschgut gegen die Burg Schildberg gehörte und dadurch zum Stift Gandersheim kam. Im Dreißigjährigen Krieg wurde das Dorf niedergebrannt. Dabei wurde auch die erste Kapelle zerstört, so dass die Pfarre nach Kirchberg verlegt wurde.
Am 1. Juli 1972 wurde Ildehausen in die Stadt Seesen eingegliedert; zuvor gehörte Ildehausen zum Landkreis Gandersheim.

## Politik

### Ortsrat
Der Ortsrat, der Ildehausen vertritt, setzt sich aus sieben Mitgliedern zusammen. Die Ratsmitglieder werden durch eine Kommunalwahl für jeweils fünf Jahre gewählt.
Bei der Kommunalwahl 2021 ergab sich folgende Sitzverteilung:
| Ortsrat 2021Insgesamt 7 Sitze - SPD: 3 - Unabh.: 1 - WIM: 3 |

### Ortsrat und Ortsbürgermeister
Ortsbürgermeister (BGM) ist Matthias Krauzig (WIM). Weitere Ortsratsmitglieder sind: SPD (Tanja Gudehus, Lennart Uhde, Karl-Heinz Koch), WIM (Matthias Krauzig (BGM), Dr. Wolfgang Lüders, Sascha Braukhoff) und Einzelbewerber Ralf Kleinfeld.

### Wappen
Das Ortswappen wurde im Jahre 2000 eingeführt. Es zeigt ein vertikal nach oben weisendes gelbes Schwert sowie vier Ähren auf blauem Grund. Das Wappen symbolisiert den Friedenswunsch nach der Dorfzerstörung; die Farben wurden vom Herzogtum Braunschweig übernommen, zu dem das Dorf zeitweilig gehört hatte.

## Verkehr
Durch den Ort führt die Bundesstraße 248 und am westlichen Ortsrand liegt die Bundesautobahn 7.
Es fährt ein Linienbus über Münchehof bis Seesen sowie auch nach Bad Gandersheim.

### Bahnhof Ildehausen
Mit der Inbetriebnahme der Braunschweigischen Südbahn am 5. August 1856 besaß Ildehausen einen Bahnhof an dieser Strecke (Streckenkilometer 92,2).
Am 9. Dezember 1996 wurde der Bahnhof in zwei Blockstellen umgewandelt; das Stellwerk Iwf (Bauform Einheit Mw) wurde zur Bk Ildehausen West, das Wärterstellwerk Io (Bauform Einheit Mw) zur Bk Ildehausen Ost.
Der Bahnhof hatte das Kürzel HIH, das 1996 von der östlichen Blockstelle übernommen wurde. Die westliche Blockstelle erhielt das Kürzel HIHW.
Beide Stellwerke gingen zum 1. November 2005 außer Betrieb, der vormalige Bahnhof ist nunmehr nur noch Teil der freien Strecke. Das Gebäude des östlichen Stellwerks wurde Ende desselben Jahres abgerissen.

## Religion
Es gibt zwei Kirchengemeinden: zum einen die evangelische Kirchengemeinde und zum anderen die Gemeinde Seesen-Ildehausen in der neuapostolischen Kirche Mitteldeutschlands. Beide verfügen über ein Kirchengebäude.

## Kultur und Sehenswürdigkeiten

### Sehenswürdigkeiten
- Die evangelische St.-Johannes-Kirche wurde um 1650 erbaut. Sie ist im barocken Stil ausgestattet.[15]
- Die neuapostolische Kirche ist ein Bauwerk des 20. Jahrhunderts, das im Süden des Dorfes liegt.

### Kultur
Zu den Vereinen gehören die Freiwillige Feuerwehr, der gemischte Chor, der „Kindergarten Selbsthilfe Ildehausen e. V.“ und der „TSC Ildehausen“. Die Fußballabteilung bildet mit Kirchberg eine Spielgemeinschaft.
Im Ort befinden sich zahlreiche Landwirtschaftsbetriebe, Gaststätten und ein Kindergarten.
Die Autobahnraststätte an der A 7 ist bereits seit einigen Jahren geschlossen und abgerissen worden. Grund für die Schließung war der sechsspurige Ausbau der Autobahn.

### Veranstaltungen
- Alljährlich findet am Dorfgemeinschaftshaus das Maifest der SPD statt
- Osterfeuer am Löschwasserteich der Freiwilligen Feuerwehr
- Menschenkickerturnier der Gaststätte „Zum Bergstübchen“
- Beachvolleyballturnier des TSC Ildehausen
- Strandfest der SeaSharks
- Braunkohlwanderung der SPD
- Schlachteessen der SPD
- Weihnachtsmarkt
- Laternenumzug des Kindergarten Selbsthilfe e. V.